# مركز الملك فهد الثقافي الإسلامي
مركز الملك فهد الثقافي الإسلامي (بالإسبانية: Centro Cultural Islámico Rey Fahd)‏ هو مسجد ومركز ثقافي إسلامي يقع في بوينس آيرس، الأرجنتين.
يعد المسجد الأكبر في أمريكا اللاتينية، الأرض منحة من الرئيس الأرجنتيني السابق كارلوس منعم بعد زيارته الرسمية إلى السعودية، مساحة المسجد 34,000 متر مربع.
تم افتتاح المسجد في عام 2000م، تم تصميم مركز الملك فهد الثقافي الإسلامي على يد المعماري السعودي زهير فايز، تضم قاعات للصلاة تتسع ل 1200 رجل و400 امرأة، ويضم المركز مدرسة ابتدائية وثانوية وكذلك مدرسة للإلهيات ومهجع يتسع ل 50 طالب.

## وصلات خارجية
- الموقع الرسمي

(بالإسبانية)